# Ламбетская прогулка (фильм)
Ламбетская прогулка — британский музыкальный комедийный фильм 1939 года режиссёра Альберта де Курвиля, в котором снимались Лупино Лейн, Салли Грей и Сеймур Хикс. Киноадаптация мюзикла 1937 года «Я и моя девушка», выпущенная под этим названием в США. Британское название фильма взято по самой известной песне пьесы «Прогулка по Ламбету». Звезда мюзикла Лупино Лейн исполнил главную роль и в фильме.

## Синопсис
Биллу Снибсону, торговцу с улицы Ламбет-Уок в Южном Лондоне, сообщили, что он оказался давно потерянным наследником титула и замка, на которые он может претендовать, если сумеет убедить своих новых родственников в своём достаточно аристократическом происхождении. Однако вскоре его дела пошли наперекосяк, особенно когда на сцену выходит Салли, его подруга из раойна Ламбет.

## Состав
- Лупино Лейн — Билл Снибсон
- Салли Грей — Салли Смит
- Сэр Сеймур Хикс — сэр Джон
- Нора Ховард — герцогиня
- Энид Стэмп-Тейлор — Жаклин
- Уоллес Лупино — Парчестер
- Уилфрид Хайд-Уайт — лорд Баттерсби
- Мэй Халлатт — леди Баттерсби
- Чарльз Хеслоп — Освальд